# Rezerwat przyrody „Basiegi”
Rezerwat przyrody „Basiegi” (ros. Государственный природный заповедник «Басеги») – ścisły rezerwat przyrody (zapowiednik) w Kraju Permskim w Rosji. Znajduje się w rejonach gornozawodskim i griemiaczinskim. Jego obszar wynosi 379,57 km², a strefa ochronna 213,45 km². Rezerwat został utworzony decyzją rządu Rosyjskiej Federacyjnej Socjalistycznej Republiki Radzieckiej z dnia 1 października 1982 roku. Dyrekcja rezerwatu znajduje się w miejscowości Griemiaczinsk.

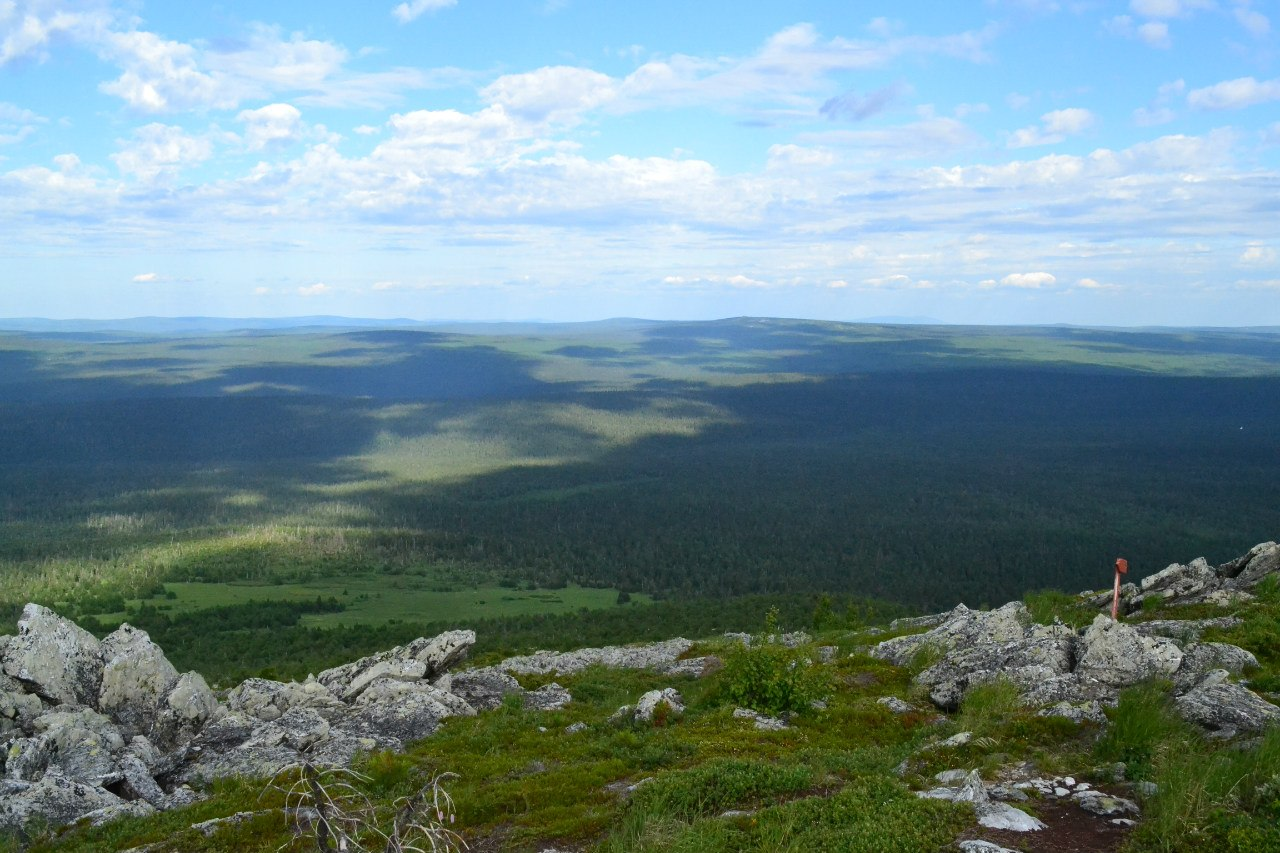

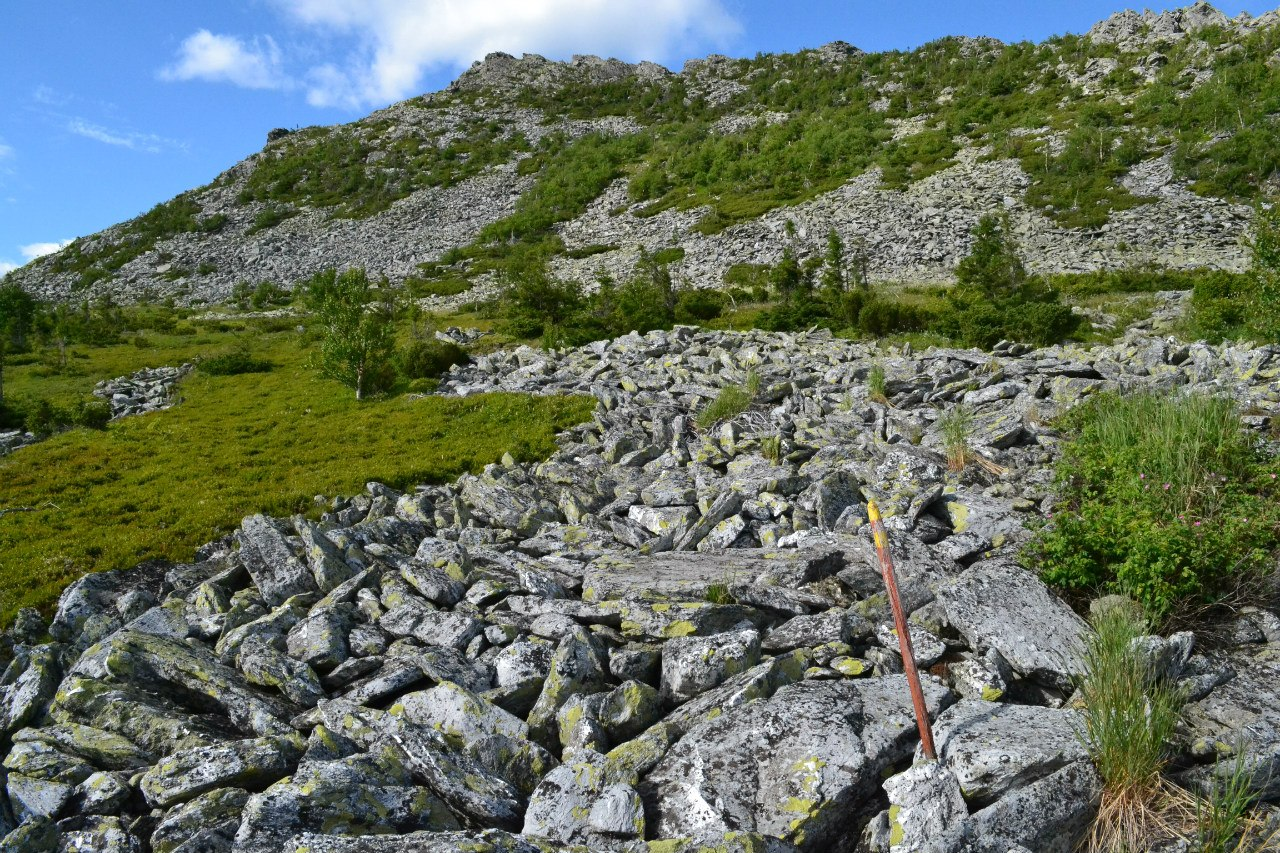

## Opis
Rezerwat znajduje się na zachodnich zboczach pasma górskiego Basiegi, najwyższego pasma Uralu Środkowego. Pasmo składa się z trzech masywów, z których najwyższy jest Sriednij Basieg (993 m n.p.m.). Wschodnią granicą rezerwatu jest główny grzbiet pasma. Na jego terenie znajduje się 11 małych, typowo górskich rzek, z których największe są Uswa i Wilwa.
Klimat jest kontynentalny. Średnia temperatura lipca wynosi +13,3 °C. Średnia temperatura stycznia to -17,9°С.

## Flora
Ze względu na górski charakter rezerwatu roślinność ma tu układ piętrowy. Ciemna tajga świerkowo-jodłowa rośnie u podnóża gór i w dolinach. Wyżej, na zboczach, rosną karłowate drzewa. Jeszcze wyżej znajdują się łąki subalpejskie. Szczyty to górska tundra z kamienistymi tarasami porośniętymi mchami i porostami, a także jałowcem pospolitym. 
W rezerwacie występuje 527 gatunków roślin naczyniowych, w tym około 40 rzadkich.

## Fauna
Fauna rezerwatu jest typowa dla tajgi. Występuje tu 50 gatunków ssaków, 192 gatunki ptaków, 1 gatunek gadów, 3 gatunki płazów i 16 gatunków ryb. Liczne są takie zwierzęta jak: łoś euroazjatycki, niedźwiedź brunatny, wilk szary, lis rudy, ryś euroazjatycki, zając bielak, wiewiórka pospolita, kuna leśna, norka amerykańska, łasica syberyjska, gronostaj europejski, łasica pospolita. Rzadziej występuje: rosomak tundrowy, norka europejska, wydra europejska, tchórz zwyczajny, polatucha syberyjska, borsuk europejski. 
Z ptaków liczne są m.in.: głuszec zwyczajny, cietrzew zwyczajny, jarząbek zwyczajny, dzięcioł czarny, dzięcioł duży, orzechówka zwyczajna, kruk zwyczajny, błotniak stawowy, myszołów zwyczajny, pustułka zwyczajna. Rzadkie gatunki ptaków to m.in.: sowa jarzębata, derkacz, bocian czarny, rybołów, bielik, orzeł przedni, sokół wędrowny.
W rzekach rezerwatu żyją m.in.: strzebla potokowa, lipień bajkalski, okoń pospolity, szczupak pospolity, głowacz białopłetwy, tajmień.
Jedynym gadem żyjącym w rezerwacie jest jaszczurka żyworodna. Spośród płazów są to żaba moczarowa, żaba trawna i ropucha szara.